# Emmanuel Ndjere
Emmanuel Ndjere est un magistrat et écrivain camerounais. Il est nommé le 7 juin 2017 par décret présidentiel en qualité de Président du Tribunal Criminel Spécial (TCS).

## Biographie

### Enfance, éducation et débuts
Emmanuel Ndjere est originaire de Ombessa dans le Mbam et Inoubou, région du Centre au Cameroun.

### Carrière
Ndjere occupe les fonctions d'inspecteur général au ministère des Domaines et des affaires foncières, de Directeur des affaires législatives et réglementaires et chargé de mission dans les Services du premier ministre. Il est secrétaire général du ministère de la Communication avant le 7 juin 2017.
Il est également enseignant de magistrats à l’École nationale d'administration et de magistrature (Enam) depuis 1990.
Il est à la tête du Tribunal Criminel Spécial (TCS) au Cameroun du 7 juin 2017 par décret présidentiel au 10 aout 2020 remplacé par Annie Noëlle Bahounoui Batende. Il prend fonction le 2 février 2018 à la salle d’apparat de la Cour d’Appel du Centre.

## Œuvres
- Emmanuel Ndjere, Une vie austère ou une galère?, Harmattan Cameroun, septembre 2014, 118 p. (ISBN 978-2-343-03527-7)[5]
- Emmanuel Ndjere, Du juge d'instruction ...Au juge d'instruction : quel cheminement pour quel résultat, Presse de l'UCAC, 2016, 266 p. (ISBN 978-2-84849-005-2)[6]
- Emmanuel Ndjere, Pratique du droit pénal au Cameroun : approche analytique Tome 1, Presse de l'UCAC, 2017 (ISBN 9782848492384)[7]
- Emmanuel Ndjere, Pratique du droit pénal au Cameroun : approche analytique Tome 2, Presse de l'UCAC, 2017 (ISBN 9782848492391)[7]

## Vie privée
Il est marié et père de plusieurs enfants,.